# Serrat del Dob
El Serrat del Dob és una serra situada entre els municipis de Setcases i de Vilallonga de Ter a la comarca del Ripollès, amb una elevació màxima de 2.421,9 metres al Cim de la Canal Mala.